# الإقليم الشرقي (مقدونيا)
المنطقة الإحصائية الشرقية أو الإقليم الشرقي (بالمقدونية: Источен регион)‏ هي واحدة من ثماني أقاليم إحصائية في شمال مقدونيا، يقع الإقليم الشرقي في الجزء الشرقي من البلاد، على حدود بلغاريا، ويحدّه داخليًا الأقاليم التالية: إقليم فاردار وإقليم إسكوبية والإقليم الشمالي الشرقي والإقليم الجنوبي الشرقي (مقدونيا).

خريطة أقاليم مقدونيا الشمالية الإحصائية

## البلديات

بلديات الإقليم

تنقسم المنطقة الإحصائية الشرقية إلى 11 بلدية:
- Berovo
- Češinovo-Obleševo
- Delčevo
- Karbinci
- Kočani
- Makedonska Kamenica
- Pehčevo
- Probištip
- Štip
- Vinica Municipality, North Macedonia
- Zrnovci

## التركيبة السكانية

خريطة للأغلبية العرقية في الإقليم

### تعداد السكان
يبلغ عدد السكان الحالي في الإقليم الشرقي 181,858 مواطنًا أو 9.0 ٪ من إجمالي عدد سكان جمهورية مقدونيا الشمالية، وفقًا لآخر تعداد سكاني في عام 2002.
| سنة التعداد | تعداد السكان | التغير  |
| ----------- | ------------ | ------- |
| 1994        | 180,039      | لا يوجد |
| 2002        | 181,858      | + 1.01٪ |

### الأعراق
أكبر مجموعة عرقية في المنطقة هم المقدونيون.